# Mydlovary
Obec Mydlovary se nachází v okrese České Budějovice v Jihočeském kraji, zhruba 3 km severozápadně od Zlivi a 16 km od Českých Budějovic. Mydlovary jsou jednou z devíti historických vsí tzv. Zbudovských Blat. Žije zde 306 obyvatel.

## Historie
Nález skleněných korálků z doby železné dokazuje přítomnost člověka na území dnešních Mydlovar již v tehdejší době. První písemná zmínka o obci pochází z roku 1368. Po zrušení poddanské závislosti na schwarzenberském panství Hluboká představovaly Mydlovary od roku 1850 samostatnou obec (do roku 1920 byla její součástí i ves Zahájí). V roce 1960 byl k obci připojen Zbudov. Ke dni 14. června 1964 se Mydlovary i Zbudov začlenily pod obec Dívčice, Mydlovary se pak znovu osamostatnily 24. listopadu 1990.

## Pamětihodnosti

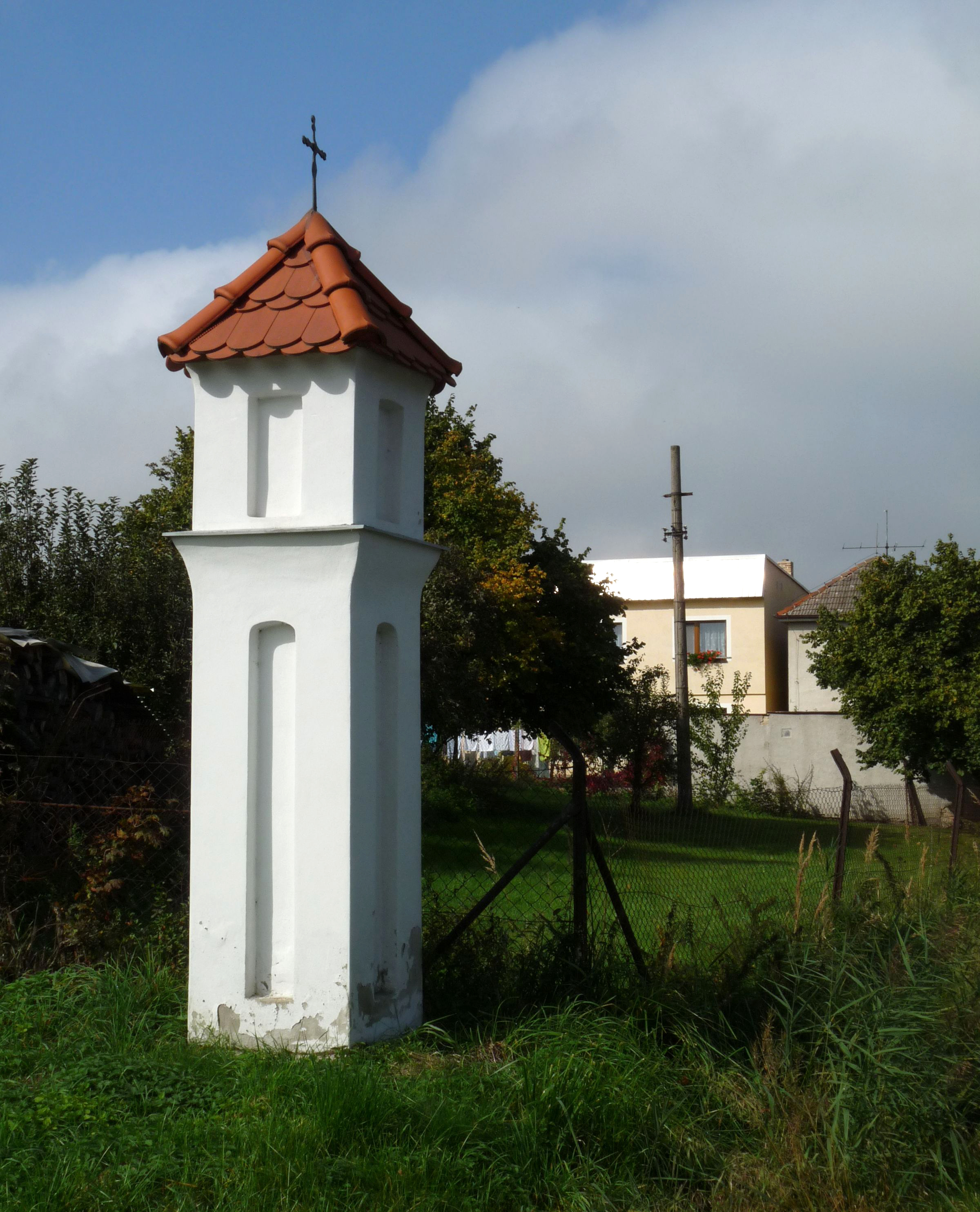
Boží muka v jihovýchodní části obce

- Kaple Nejsvětější Trojice
- Pomník obětem první světové války

## Průmysl
V okolí Mydlovar i přímo pod samotnou vsí se rozkládá velké ložisko lignitu; první pokusy o jeho dobývání byly činěny již roku 1836. Ve velkém měřítku těžební činnost započala až v letech 1917/18 otevřením povrchového dolu Svatopluk. V roce 1922 byla k zužitkování této nekvalitní, ale levné suroviny zprovozněna Elektrárna Mydlovary (EMy), během následujících dvou desetiletí postupně rozšiřovaná v tehdy nejvýznamnější energetický zdroj v jižních Čechách o více než 100 MW instalovaného výkonu. Postupem času se důl vyčerpal (od zvažovaného zrušení vsi a přesídlení obyvatel bylo upuštěno) a elektrárna přešla na hnědé uhlí, dovážené ze Sokolovska. Rozlehlé vytěžené prostory našly využití jako odkaliště chemické zpracovny uranových rud MAPE, uvedené do provozu roku 1962. Elektrárna začala sloužit jako teplárna nejprve pro tento závod, pak i pro město Zliv (1967) a v roce 1974 byl z Mydlovar zprovozněn parovod k posílení vytápění Českých Budějovic, s délkou přes 15 km tehdy největší svého druhu v Československu. Loužení uranu v MAPE skončilo v roce 1991, rekultivace odkališť stále probíhá (s předpokládaným završením kolem roku 2024). K roku 1998 skončila v EMy výroba elektřiny, v roce následujícím byla po čtvrt stoleté službě odpojena dodávka páry do Českých Budějovic. Objekt, od roku 2001 kompletně přestrojený na zemní plyn, dnes slouží jako teplárna pro blízké okolí; existuje záměr využít lokalitu pro spalovnu odpadu. V roce 2011 (15.7.2011) byl zprovozněn energoblok na biomasu s výkonem 30t/h, 1,5 MWe, roční spotřeba 30 tisíc tun biomasy (lesní štěpky).

## Osobnosti
- František Hašek
- Josef Petr Ondok